# The Man Who Sued God
The Man Who Sued God é um filme australiano de 2001 dirigido por Mark Joffe.

## Sinopse
Steve Myers é um advogado desiludido que alimenta-se com a percepção de corrupção no sistema judicial. Ele sai do direito empresarial e compra barco de pesca para viver. Seu barco é atingido por um raio e explode em pedaços. Ele informa sua companhia de seguros, que analisa e posteriormente diminui sua pretensão, alegando que não é responsável por seu barco, pois foi destruído devido a um "ato de Deus". Frustrado que sua reivindicação é recusado repetidamente, Steve registra uma reclamação contra Deus, nomeando funcionários da igreja como representantes.[carece de fontes?]

## Elenco
| Ator             | Personagem      |
| ---------------- | --------------- |
| Billy Connolly   | Steve Myers     |
| Judy Davis       | Anna Redmond    |
| Colin Friels     | David Myers     |
| Wendy Hughes     | Jules Myers     |
| Bille Brown      | Gerry Ryan      |
| John Howard      | Edward Piggott  |
| Emily Browning   | Rebecca Myers   |
| Blair Venn       | Les             |
| Vincent Ball     | Cardinal        |
| Tim Robertson    | Judge Bonaface  |
| Linal Haft       | Rabbi           |
| Peter Whitford   | Moderador       |
| Frank Whitten    | Primata         |
| Steve Jacobs     | Hal             |
| Richard Carter   | Dirk Streicher  |
| Josephine Byrnes | Cressida Roache |
| Tamblyn Lord     | Doutor          |

## Recepção
The Man Who Sued God tem recepção favorável por parte da crítica especializada. Possui tomatometer de 71% em base de 7 críticas no Rotten Tomatoes.